# Сен-Поль-сюр-Мер
Сен-Поль-сюр-Мер (фр. Saint-Pol-sur-Mer) — місто та колишній муніципалітет у Франції, у регіоні Нор-Па-де-Кале, департамент Нор. Населення — 22 100 осіб (2006). У 2010 році муніципалітет асоціювався з Дюнкерком.
Муніципалітет був розташований на відстані близько 250 км на північ від Парижа, 70 км на північний захід від Лілля.

## Демографія
Динаміка населення ( ):

## Галерея зображень

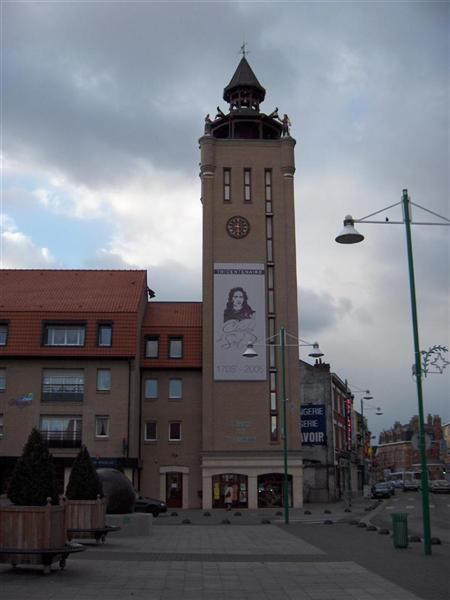
Le Beffroi.
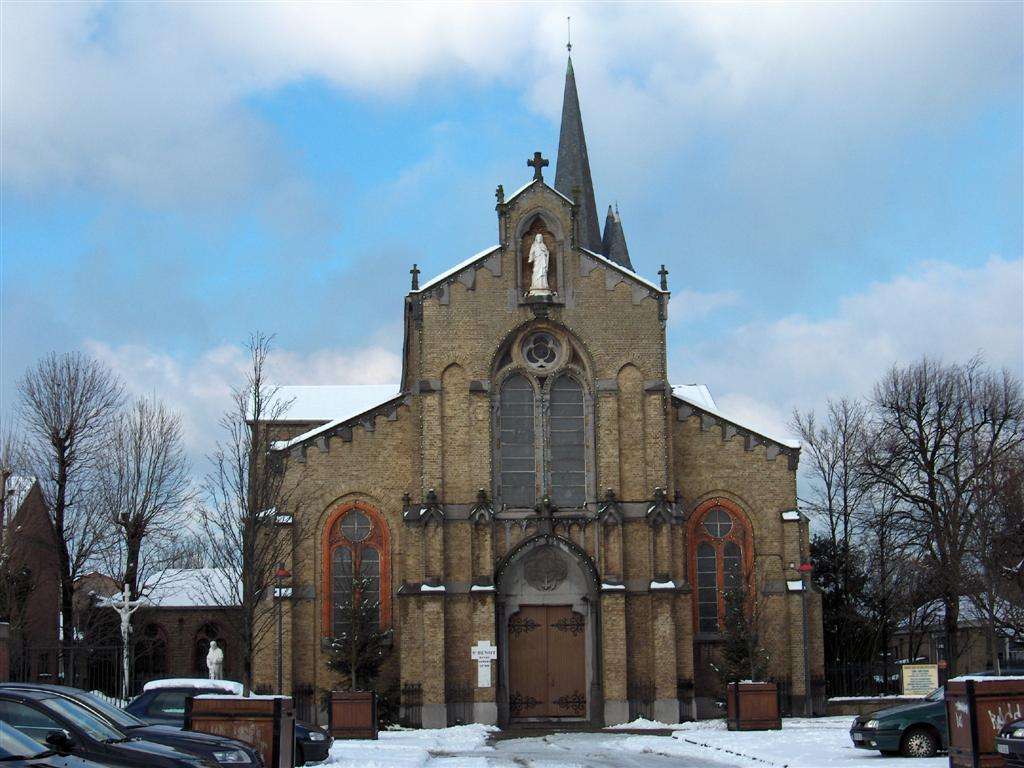
Église Saint Benoît